# Darko Dolinar
Daroslav (Darko) Dolinar, slovenski literarni zgodovinar in teoretik, prevajalec * 28. april 1942, Bregana, † 4. september 2022, Ljubljana.  

## Življenje in delo
Na Filozofski fakulteti v Ljubljani je študiral primerjalno književnost in literarno teorijo. Medtem se je eno leto izpopolnjeval v Tübingenu. Doktoriral je leta 1993 s tezo hermenevtične teorije in metode v literarni vedi. Od leta 1971 je bil sodelavec na Znanstvenoraziskovalnem centru Slovenske akademije znanosti in umetnosti (ZRC SAZU). Leta 1984 je postal raziskovalni svetnik, 1993 višji znanstveni sodelavec in 1998 znanstveni svetnik. Po letu 1994 je sodeloval pri individualnih podiplomskih programih na Oddelku za primerjalno književnost, od 2003 do 2010 pa pri skupnem predmetu Metodologija literarne vede za podiplomske študente vseh literarnovednih smeri (od 1996 kot izredni profesor) na Filozofski fakulteti v Ljubljani. Ukvarjal se je predvsem s pozitivizmom in hermenevtiko v literarni vedi ter tudi s teorijo prevajanja, pripovedno prozo, z metodološkimi vprašanji literarne zgodovine s področja nemško-slovenskih stikov in z zgodovino literarne vede na Slovenskem. Od njene prve številke v letu 1978 do leta 1996/7 je bil glavni in odgovorni urednik revije Primerjalna književnost, od 1981 do 2001 je bil sourednik pri zbirki Literarni leksikon, bil je sodelavec različnih enciklopedij (ES) in leksikonov, uredniško delo je nadaljeval s sourejanjem literarne zbirke Studia litteraria, ki izhaja pri ZRC SAZU. Prevedel je več literarnih in strokovnih del iz nemščine, pisal razprave o novejših nemških pisateljih (Theodor Fontane, Thomas Mann ...), Francetu Kidriču (uredil je njegove Izbrane spise I–III), Ivanu Prijatelju, Antonu Ocvirku, Dušanu Pirjevcu in drugih. Med leti 1983 in 2011 je bil predstojnik Inštituta za slovensko literaturo in literarne vede na ZRC SAZU, ki mu je 2015 podelil častni naziv zaslužnega raziskovalca ZRC. Bil je tudi častni član Slovenskega društva za primerjalno književnost.

## Izbrana bibliografija
Monografije
- Pozitivizem v literarni vedi (1978) (COBISS)
- Hermenevtika in literarna veda (1991) (COBISS)
- Hermenevtične teorije in metode v literarni vedi: razvoj in možnosti, položaj na Slovenskem: doktorska disertacija (1992) (COBISS)
- Spremembe paradigem v novejši slovenski literarni vedi (1994) (COBISS)
- Brižinski spomeniki kot problem slovenske literarne zgodovine (1996) (COBISS)
- Poskus o temeljnih opredelitvah literarne vede (1997) (COBISS)
- O literarnozgodovinski metodi Marje Boršnik (2006) (COBISS)
- Med književnostjo, narodom in zgodovino: razgledi po starejši slovenski literarni vedi (2007) (COBISS)
- Slovenska literarna veda od Trubarja do druge svetovne vojne (2018) (COBISS)

Izbor člankov
- Sodobna literarna veda in hermenevtika. Primerjalna književnost (1988) (COBISS)
- O nekaterih slabostih projektne organizacije raziskovalnega dela v humanističnih vedah. Raziskovalec (1995) (COBISS)
- Hermenevtika v literarni vedi. Primerjalna književnost (1995) (COBISS)
- Dialoškost in hermenevtika: Gadamer, Jauß, Bahtin. Primerjalna književnost (1996) (COBISS)
- Brižinski spomeniki kot problem slovenske literarne zgodovine. Zbornik brižinski spomeniki (1996) (COBISS)

Izbor enciklopedičnega dela v Enciklopediji Slovenije: Jože Pogačnik (COBISS), Denis Poniž (COBISS), Ivan Prijatelj (COBISS), Anton Ocvirk (COBISS), Boris Paternu (COBISS), Dušan Pirjevec (COBISS), Matija Murko (COBISS), Filologija, Primerjalna književnost, Primerjalna književnost (revija), Literarna veda, Literarna teorija, Literarna zgodovina